# Hạ Pannonia
Hạ Pannonia hay Pannonia Inferior là một tỉnh La Mã cổ đại. Nó được thành lập vào năm 103 CN. Hạ Pannonia bao gồm các vùng đất ngày nay thuộc Hungary, Serbia, Croatia và Bosnia và Herzegovina.

## Các thành phố
Một số thành phố quan trọng ở Hạ Pannonia là: Sirmium (ngày nay là Sremska Mitrovica), Cuccium (ngày nay là ILok), Cibalae (ngày nay là Vinkovci, Mursa (ngày nay là Osijek), Certissa (ngày nay là Đakovo), Marsonia (ngày nay là Slavonski Brod), Sopianae (ngày nay là Pécs), Aquincum (ngày nay là Buda), vv

## Thời kì sau
Từ khoảng năm 796-828 / 830, Hạ Pannonia là một vùng lãnh thổ chịu ảnh hưởng của người Frank, được coi là vùng đất ngày nay là miền bắc Croatia, tức là Pannonia ở phía nam của Drava (và phía đông của Carantania và Krain). Từ năm 828/830 đến (ít nhất) khoảng năm 900, Hạ Pannonia được dùng để chỉ vùng đất ngày nay là miền tây Hungary và phía Bắc Croatia trừ các lãnh thổ xung quanh Neusiedler See, tức là khu vực Pannonia ở phía nam của sông Raba (và phía đông của Carantania và Krain). Tên gọi này cũng được dùng để gọi lãnh địa Balaton của người Xlavơ vào thế kỷ thứ 9.